# Marius Stan (actor)
Marius Stan (n. 1961, Urziceni, Ialomița, România) este un om de știință și actor. Originar din Urziceni, România, lucrează la divizia de Inginerie Nucleară de la Argonne National Laboratory. Stan a devenit cunoscut după ce a jucat rolul lui Bogdan Wolynetz în serialul de televiziune Breaking Bad.
A fost savant la Laboratorul Național Los Alamos înainte de a se muta în Argonne în 2010.

## Filmografie
| An              | Titlu        | Rol             | Note                        |
| --------------- | ------------ | --------------- | --------------------------- |
| 2008, 2010–2011 | Breaking Bad | Bogdan Wolynetz | 5 episoade                  |
| 2009            | Crash        | Imran           | Episodul: You Set the Scene |